# Döse
Döse (niederdeutsch Döös) ist ein Stadtteil der Stadt Cuxhaven in Niedersachsen. Der Kurort liegt an der nördlichen Spitze der niedersächsischen Nordseeküste.

## Geografie
Döse befindet sich westlich des zur Cuxhavener Kernstadt gehörenden Grimmershörn und ist eine der touristischen Schwerpunktregionen im Cuxland. Südwestlich grenzt Döse an Duhnen, südlicher Nachbarort ist Stickenbüttel. Östlich von Döse befindet sich die Grimmershörnbucht mit einem Grünstrand an der Elbe. In Döse liegt der nördlichste Punkt der Stadt Cuxhaven und somit auch von Niedersachsen. Hier mündet die Elbe in die Nordsee, was durch das Seezeichen Kugelbake markiert wird.

## Geschichte
Döse wurde 1394 als Wester- und Osterdose erstmals urkundlich erwähnt, als das Dorf an die Stadt Hamburg verkauft wurde. Der Name ist eine Ableitung des Wortes Dose, einer sumpfigen Gegend mit Mooruntergrund.
Der Ort entwickelte sich aus den Siedlungen Steinmarne und der Strichsiedlung, die am Beginn des 16. Jahrhunderts zusammenwuchsen. Im Jahre 1528 wurde eine gemeinsame Kapelle gebaut. Seit diesen Zeitraum setzte sich auch die Bezeichnung Döse durch, eigentlich eine Niederung, in der Torf gestochen wird. In der Mitte des 16. Jahrhunderts trennte sich Döse von der Mutterkirche in Altenwalde. 1584 wurde an die Kirche ein Chor angebaut, es war jetzt eine Pfarrkirche. Die erhaltene Alte Kantorschule Cuxhaven stammt von 1814, eine neue Schule wurde 1847 gebaut. 
Zwischen 1869 und 1879 entstand nahe dem Seezeichen Kugelbake an der strategisch günstigen Position der Elbmündung in die Nordsee das Fort Kugelbake.

### Eingemeindungen
Am 1. Mai 1905 wurde Döse nach Cuxhaven eingemeindet, bis 1937 gehörten beide zum Land Hamburg.

### Einwohnerentwicklung
| Jahr      | 1816 | 1866 | 1867 | 1871 | 1900  | 1905  | 2006   | 2018   |
| --------- | ---- | ---- | ---- | ---- | ----- | ----- | ------ | ------ |
| Einwohner | 579  | 640  | 644  | 704  | 2.155 | 2.230 | 12.773 | 10.584 |

(Quellen: 1816 laut altem Artikeleintrag, 1866–1871, 1900, 1905, 2006, 2018)

## Politik
Stadtrat und Bürgermeister
Auf kommunaler Ebene wird Döse vom Cuxhavener Stadtrat vertreten.

## Bauwerke
- Kugelbake im Ortsteil Döse, ein 30 m hohes ehemaliges Seezeichen, das gleichzeitig den nördlichsten Punkt Niedersachsens und die Grenze zwischen Elbe und Nordsee markiert. Wahrzeichen von Cuxhaven und in der Stadtflagge enthalten.[5]
- Fort Kugelbake nahe der Kugelbake, das letzte erhaltene Artilleriefort der Marine an der deutschen Nordseeküste
- St.-Gertrud-Kirche von 1886 als Backsteinbau
- Alte Kantorschule Cuxhaven von 1814

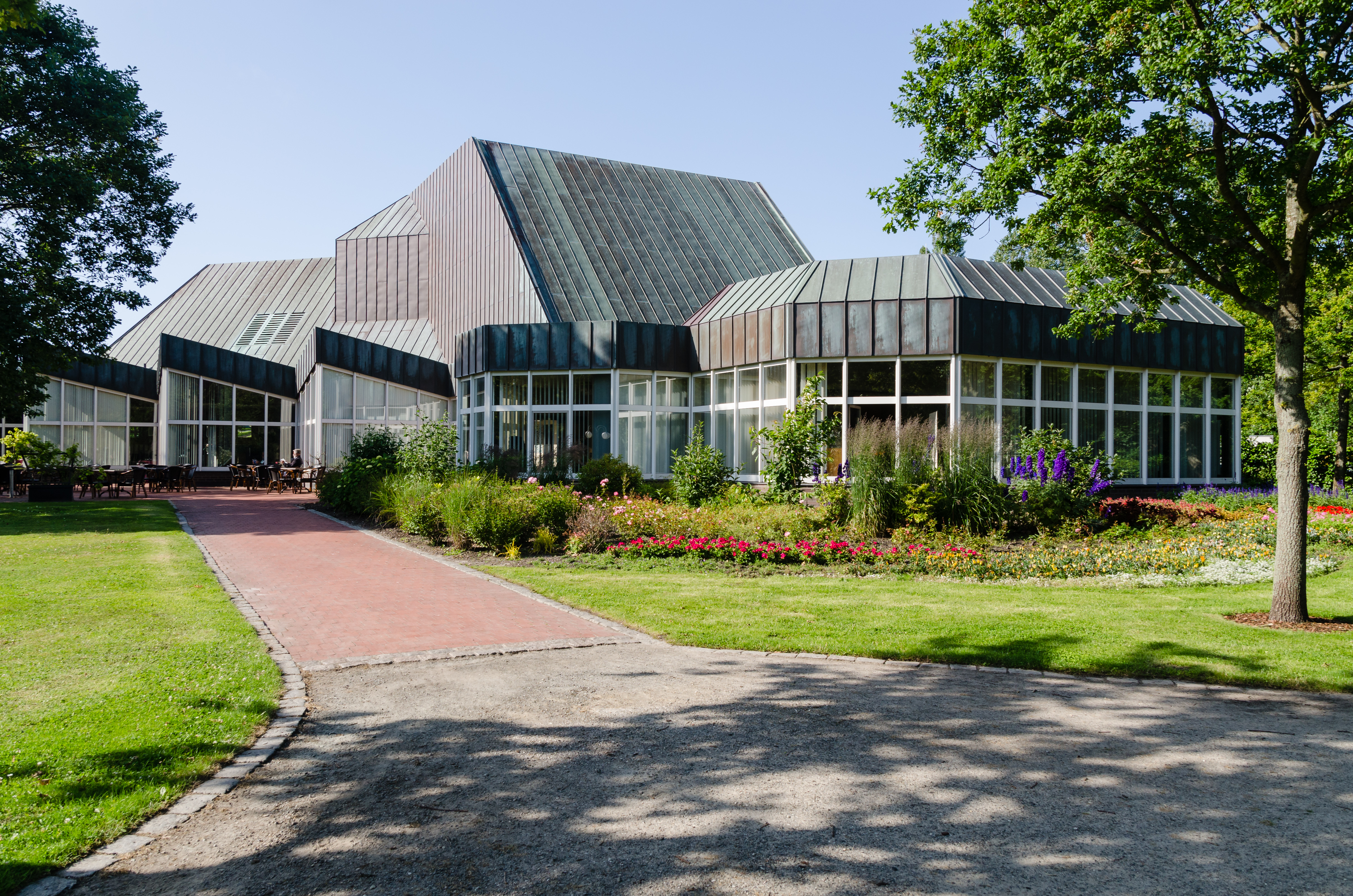
Kurhaus im Kurpark von Döse
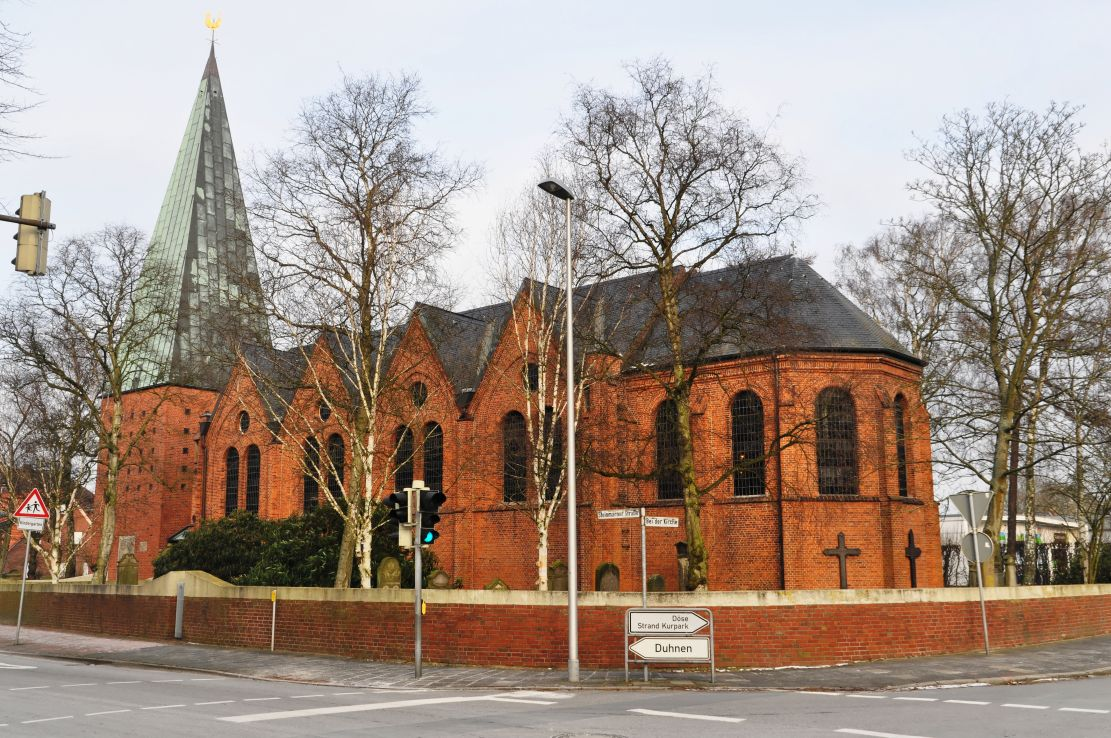
St.-Gertrud-Kirche im Ortsmittelpunkt
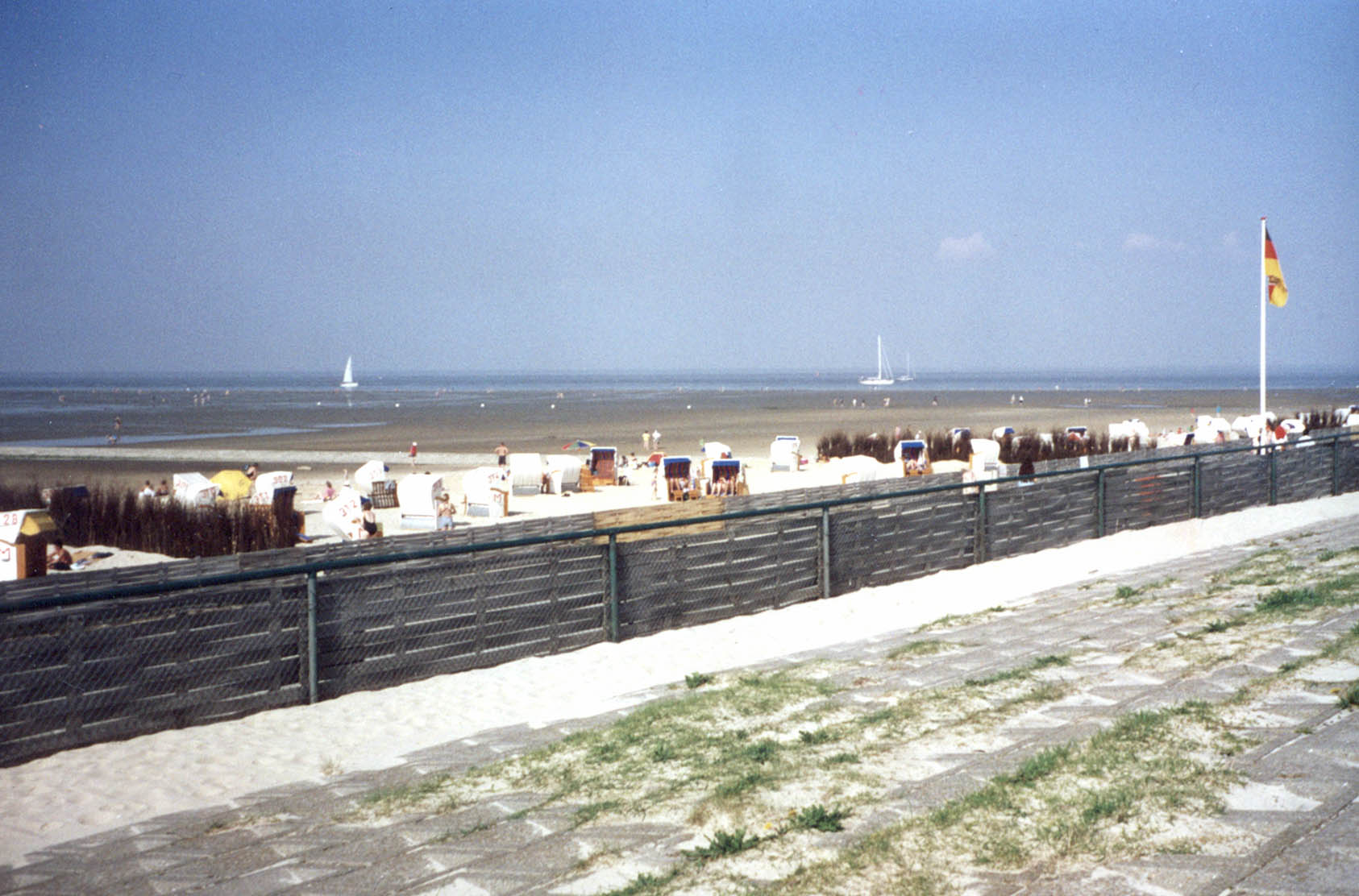
Blick ins Watt bei Döse
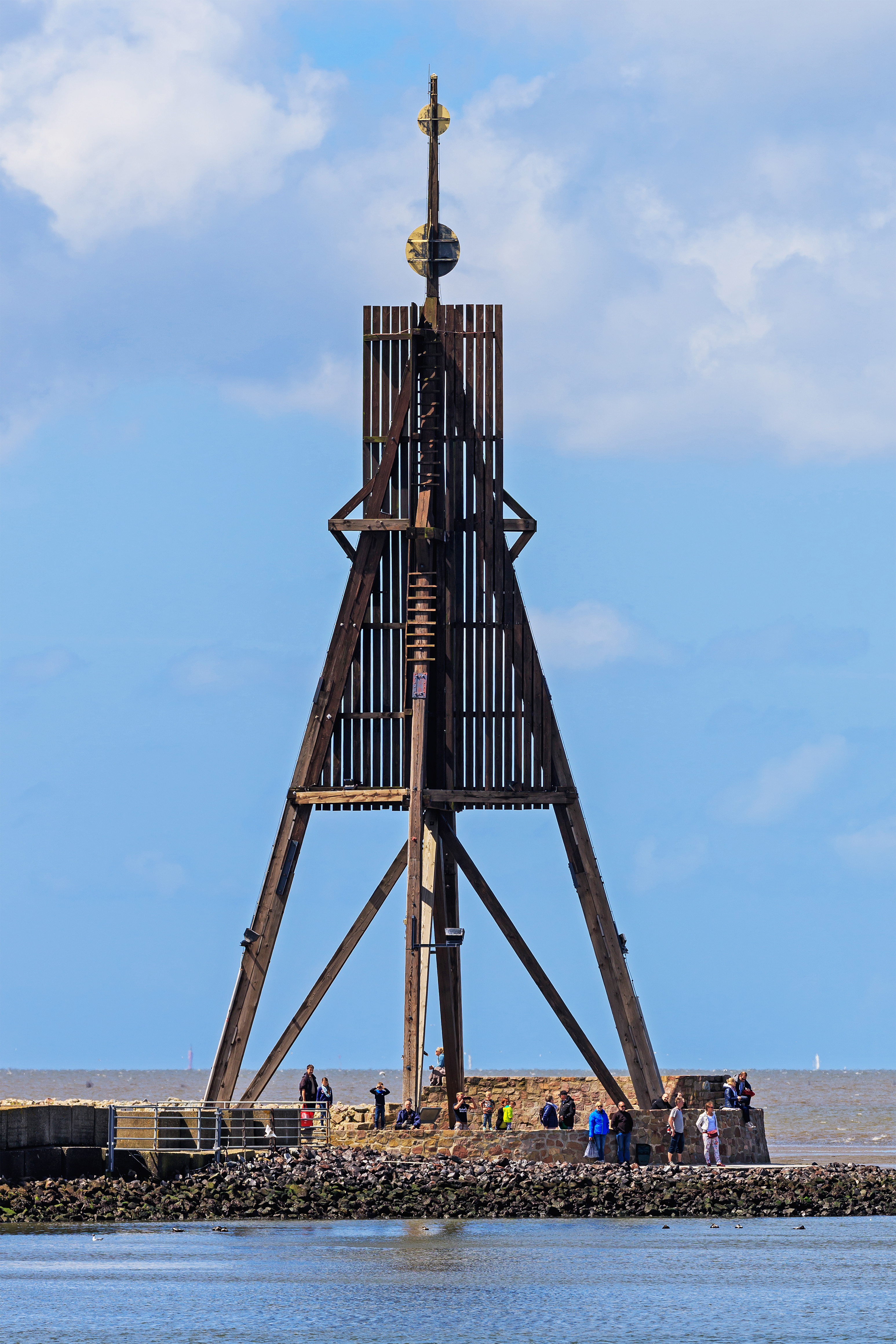
Kugelbake, nördlichster Punkt Niedersachsens
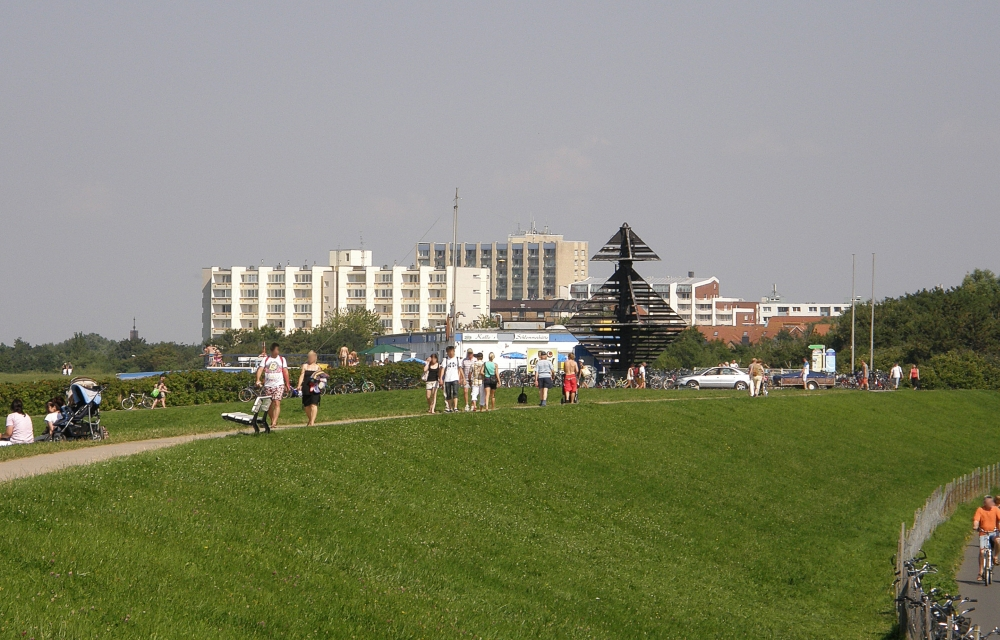
Deich von Duhnen in Richtung Döse

## Wirtschaft und Infrastruktur

### Unternehmen
Döse wird einerseits durch Wohnbebauung, andererseits durch den Tourismus geprägt. Hier finden sich Hotels, Pensionen, Ferienappartementhäuser und Einrichtungen der Gastronomie. Gemeinsam mit Sahlenburg gilt Döse als eher preisgünstig im Vergleich zum benachbarten Duhnen. Mit dem Kurpark, in dem auch regelmäßig Veranstaltungen stattfinden, erfüllt Döse innerhalb Cuxhavens eine touristische Zentrumsfunktion.

### Verkehr
Döse wird durch die Hauptstraße Strichweg in Ost-West-Richtung erschlossen. Der öffentliche Verkehr wird durch Busse bewerkstelligt, die auch den Anschluss an den Bahnhof im Zentrum Cuxhavens herstellen.

### Brandschutz
Für die Sicherstellung des Brandschutzes im Ortsteil sorgt die Feuerwehr Cuxhaven sowie die Freiwillige Feuerwehr Döse. Die Wache befindet sich in der Steinmarner Straße 21; 2018 entstand eine Feuerwehrhalle.

## Persönlichkeiten
Personen, die mit dem Ort in Verbindung stehen
- Peter Thode (1647–1701), Vogt auf Neuwerk, in der St.-Gertrud-Kirche ist sein Porträt auf dem Epitaph wiedergegeben, er wurde in Döse begraben[7][8]
- Anna Thode, geb. Oldendorfs (1651–1706), Ehefrau vom obigen Peter Thode, in der St.-Gertrud-Kirche ist ihr Porträt auf dem Epitaph wiedergegeben, sie wurde in Döse begraben[7][8]
- Conrad Hinrich Donner (1844–1911), Kaufmann und Bankier, er ließ in Döse ein Erholungsheim für bedürftige Kinder errichten, für dessen Finanzierung eine Stiftung aufkam
- Wilhelm Jollasse (1856–1921), Architekt, er schuf 1886 das Badehaus in Döse (heute gen. „historisches Badehaus“)
- Gottlieb Rambatz (1859–1920), Architekt, er war ebenfalls an dem 1886 erbauten Badehaus in Döse beteiligt
- Jonathan Zenneck (1871–1959), Physiker, Funkpionier, Ionosphären-Forscher und Miterfinder der Kathodenstrahlröhre, wirkte in Döse, ein Zenneck-Gedenkstein steht an der Kugelbake
- Karl Waller (1892–1963), Lehrer, Heimat- und Vorgeschichtsforscher des Elbe-Weser-Raumes, der sich besonders mit der Sachsenforschung beschäftigte, war Lehrer an der Volksschule in Cuxhaven-Döse (1917–1957)